# John Liu Shigong
John Liu Shigong (chiń. 劉世功; ur. 18 sierpnia 1928 w Wulannao w Siziwang Qi, zm. 9 czerwca 2017) – chiński duchowny rzymskokatolicki, biskup Jiningu.

## Biografia
W 1942 wstąpił do niższego seminarium duchownego w Baotou, a w 1949 do wyższego seminarium duchownego w Hohhot. Wkrótce musiał przerwać naukę, gdyż seminarium w Hohhot zostało zamknięte z powodu trudnej sytuacji politycznej po zwycięstwie komunistów w chińskiej wojnie domowej. Do seminarium powrócił w 1952, a po jego ukończeniu 15 sierpnia 1956 otrzymał święcenia prezbiteriatu.
Po święceniach powrócił do swojej rodzinnej miejscowości, gdzie pracował duszpastersko do rewolucji kulturalnej, gdy musiał zaprzestać działalności religijnej. Pracował później jako rolnik do aresztowania i skazania na pobyt w obozie pracy przymusowej. Po zwolnieniu z obozu i nastaniu odwilży pod koniec lat 70. powrócił do działalności duszpasterskiej i otrzymał probostwo.
W 1989 został wybrany na wakującą od ponad 20 lat katedrę biskupa Jiningu. Został zatwierdzony na tym stanowisku zarówno przez papieża Jana Pawła II, jak i rząd w Pekinie. 12 października 1995 przyjął sakrę biskupią z rąk biskupa Ningxi Johna Baptisty Liu Jingshana. Współkonsekratorami byli patriotyczny biskup Shanby Francis Xavier Guo Zhengji oraz patriotyczny biskup Chifengu Andreas Zhu Wenyu. Według kanonu 1382 kodeksu prawa kanonicznego co najmniej Guo Zhengji, a być może także Zhu Wenyu, byli wówczas ekskomunikowani.
Według niepotwierdzonych oficjalnie spekulacji w 2010 Stolica Apostolska mianowała ks. Anthoniego Yao Shuna jego następcą. Yao Shun jako wikariusz generalny miał wówczas przejąć faktyczne rządy w diecezji od 84-letniego hierarchy, jednak bp Liu Shigong de iure pozostał biskupem Jiningu do śmierci.
W maju 2017 u bpa Liu Shigonga wykryto raka wątroby. 9 czerwca 2017 hierarcha zmarł.